# Bobby Campbell (Fußballspieler, 1937)
Robert J. „Bobby“ Campbell (* 23. April 1937 in Liverpool; † 6. November 2015) war ein englischer Fußballspieler und -trainer.

## Karriere

### Spielerkarriere
Campbell begann seine Karriere beim FC Liverpool, bei dem er 1958 zum Profi wurde. Nach einigen guten Spielen im Dress der Reds wurde er sogar ins englische Jugendteam einberufen. Nach 24 Spielen in Liverpool wechselte er zum FC Portsmouth, wo er von 1961 bis 1966 tätig war. Seine letzte Spielerstation vor seinem Karriereende war der FC Aldershot, bei dem er ein Jahr lang blieb.

### Trainerkarriere
Nach seiner Spielerkarriere hatte er verschiedene Trainerjobs als Co-Trainer zum Beispiel bei FC Portsmouth, Queens Park Rangers, FC Arsenal und Sheffield Wednesday. Campbells erster Job als Cheftrainer war beim FC Fulham von 1976 bis 1980. Von 1982 bis 1984 war er Headcoach beim FC Portsmouth und von 1988 bis 1991 Trainer beim FC Chelsea, nachdem er bei den Blues jahrelang Co-Trainer war. Nach seiner Entlassung in London trainierte Campbell noch einige Klubs im Nahen Osten.